# Austroleptis fulviceps
Austroleptis fulviceps är en tvåvingeart som beskrevs av Malloch 1932. Austroleptis fulviceps ingår i släktet Austroleptis och familjen Austroleptidae. Inga underarter finns listade i Catalogue of Life.